# Cal Bacardi (Cervera)
Cal Bacardi és una casa de Cervera (Segarra) inclosa a l'Inventari del Patrimoni Arquitectònic de Catalunya.

## Descripció
Adossada a l'absis de l'església de Santa Maria, és una casa de carreus, en part arrebossada i pintada. A la planta baixa hi ha la portalada principal d'arc carpanell i dues portes laterals d'arcs escarsers. Modernament s'ha obert una nova porta al costat dret de l'antic portal. La planta noble presenta un gran balcó amb porta d'arc escarser damunt el portal principal i un balcó més petit a cada banda. Va ser alçada al segle xx i a les golfes hi ha dues finestres i dos balcons.